# Тома Меньє
Тома́ Меньє́ (фр. Thomas Meunier, нар. 12 вересня 1991, Сент-Од) — бельгійський футболіст, правий захисник французького «Лілля» та національної збірної Бельгії.

## Клубна кар'єра
Народився 12 вересня 1991 року в місті Сент-Од. Вихованець юнацьких команд «Сент-Од», «Живрі», «Стандарда» (Льєж) та «Віртона».
У дорослому футболі дебютував 2009 року виступами за команду друголігового клубу «Віртон», в якій провів два сезони, взявши участь у 50 матчах чемпіонату. Більшість часу, проведеного у складі клубу, був основним гравцем захисту команди.
До складу клубу «Брюгге» приєднався 2011 року. Швидко став гравцем основного складу, протягом п'яти сезонів відіграв за команду з Брюгге майже 200 матчів в усіх змаганнях.
Влітку 2016 року перебрався до Франції, де уклав чотирирічний контракт з клубом «Парі Сен-Жермен», який сплатив за трансфер 7 мільйонів євро. Протягом свого першого сезону в ПСЖ конкурував за місце у складі команди з Сержем Ор'є, здебільшого програючи івуарійцю місце правого захисника у стартовому складі команди.
Влітку 2017 року Ор'є залишив паризький клуб, проте під час того ж трансферного вікна ПСЖ придбав досвідченого бразильця Дані Алвеса, який протягом сезону 2017/18 був основним правим захисником команди, зазвичай залишаючи Меньє на лаві для запасних.

## Виступи за збірні
2006 року провів одну гру в складі юнацької збірної Бельгії. Протягом 2011–2012 років залучався до складу молодіжної збірної Бельгії. На молодіжному рівні зіграв у 7 офіційних матчах, забив 1 гол.
2013 року дебютував в офіційних матчах у складі національної збірної Бельгії. Протягом наступних двох років провів ще лишень чотири гри за національну команду. Утім влітку 2016 року не лише був включений до її заявки на тогорічний чемпіонат Європи, але й був основним правим захисником бельгійців на турнірі, взяв участь у чотирьох з п'яти матчів континентальної першості. 
Згодом був основним гравцем захисної лінії збірної Бельгії по ходу відбіркового турніру на ЧС-2018, в якому його команда здобула дев'ять перемог при одній нічиїй, ставши першою з європейських команд, що забезпечили собі участь у мундіалі. Попри позицію крайнього захисника Меньє відзначився п'ятьма забитими голами у своїх восьми матчах відбору, включаючи хет-трик у ворота безумовного аутсайдера групи збірної Гібралтару.
Безпосередньо у фінальній частині чемпіонату світу 2018 також був гравцем стартового складу.
| Дата       | Місто            | Господарі            | Результат | Гості                | Турнір                       | Голи | Примітки |
| ---------- | ---------------- | -------------------- | --------- | -------------------- | ---------------------------- | ---- | -------- |
| 14-11-2013 | Брюссель         | Бельгія              | 0 – 2     | Колумбія             | товариський матч             | -    |          |
| 19-11-2013 | Брюссель         | Бельгія              | 2 – 3     | Японія               | товариський матч             | -    | 79'      |
| 12-11-2014 | Брюссель         | Бельгія              | 3 – 1     | Ісландія             | товариський матч             | -    | 66'      |
| 10-10-2015 | Андорра-ла-Велья | Андорра              | 1 – 4     | Бельгія              | Відбір до ЧЄ 2016            | -    | 81'      |
| 13-10-2015 | Брюссель         | Бельгія              | 3 – 1     | Ізраїль              | Відбір до ЧЄ 2016            | -    | 58'      |
| 18-6-2016  | Бордо            | Бельгія              | 3 – 0     | Ірландія             | ЧЄ 2016 - 1-й етап           | -    |          |
| 22-6-2016  | Ніцца            | Швеція               | 0 – 1     | Бельгія              | ЧЄ 2016 - 1-й етап           | -    | 30'      |
| 26-6-2016  | Тулуза           | Угорщина             | 0 – 4     | Бельгія              | ЧЄ 2016 - 1/8 фіналу         | -    |          |
| 1-7-2016   | Лілль            | Уельс                | 3 – 1     | Бельгія              | ЧЄ 2016 - чвертьфінал        | -    |          |
| 1-9-2016   | Брюссель         | Бельгія              | 0 – 2     | Іспанія              | товариський матч             | -    |          |
| 6-9-2016   | Нікосія          | Кіпр                 | 0 – 3     | Бельгія              | Відбір до ЧС 2018            | -    |          |
| 7-10-2016  | Брюссель         | Бельгія              | 4 – 0     | Боснія і Герцеговина | Відбір до ЧС 2018            | -    |          |
| 10-10-2016 | Фару             | Гібралтар            | 0 – 6     | Бельгія              | Відбір до ЧС 2018            | -    |          |
| 9-11-2016  | Амстердам        | Нідерланди           | 1 – 1     | Бельгія              | товариський матч             | -    |          |
| 13-11-2016 | Брюссель         | Бельгія              | 8 – 1     | Естонія              | Відбір до ЧС 2018            | 1    |          |
| 31-8-2017  | Льєж             | Бельгія              | 9 – 0     | Гібралтар            | Відбір до ЧС 2018            | 3    |          |
| 3-9-2017   | Пірей            | Греція               | 1 – 2     | Бельгія              | Відбір до ЧС 2018            | -    | 50'      |
| 7-10-2017  | Сараєво          | Боснія і Герцеговина | 3 – 4     | Бельгія              | Відбір до ЧС 2018            | 1    |          |
| 10-10-2017 | Брюссель         | Бельгія              | 4 – 0     | Кіпр                 | Відбір до ЧС 2018            | -    | 66'      |
| 10-11-2017 | Брюссель         | Бельгія              | 3 – 3     | Мексика              | товариський матч             | -    |          |
| 14-11-2017 | Брюгге           | Бельгія              | 1 – 0     | Японія               | товариський матч             | -    |          |
| 27-3-2018  | Брюссель         | Бельгія              | 4 – 0     | Саудівська Аравія    | товариський матч             | -    |          |
| 2-6-2018   | Брюссель         | Бельгія              | 0 – 0     | Португалія           | товариський матч             | -    |          |
| 6-6-2018   | Брюссель         | Бельгія              | 3 – 0     | Єгипет               | товариський матч             | -    | 70'      |
| 11-6-2018  | Брюссель         | Бельгія              | 4 – 1     | Коста-Рика           | товариський матч             | -    |          |
| 18-6-2018  | Сочі             | Бельгія              | 3 – 0     | Панама               | ЧС 2018 - 1-й етап           | -    | 14'      |
| 23-6-2018  | Москва           | Бельгія              | 5 – 2     | Туніс                | ЧС 2018 - 1-й етап           | -    |          |
| 2-7-2018   | Ростов-на-Дону   | Бельгія              | 3 – 2     | Японія               | ЧС 2018 - 1/8 фіналу         | -    |          |
| 6-7-2018   | Казань           | Бразилія             | 1 – 2     | Бельгія              | ЧС 2018 - чвертьфінал        | -    | 71'      |
| 14-7-2018  | Санкт-Петербург  | Бельгія              | 2 – 0     | Англія               | ЧС 2018 - матч за 3-тє місце | 1    |          |
| 7-9-2018   | Глазго           | Шотландія            | 0 – 4     | Бельгія              | товариський матч             | -    | 46'      |
| 11-9-2018  | Рейк'явік        | Ісландія             | 0 – 3     | Бельгія              | Ліга націй УЄФА 2018—2019    | -    |          |
| 12-10-2018 | Брюссель         | Бельгія              | 2 – 1     | Швейцарія            | Ліга націй УЄФА 2018—2019    | -    |          |
| 16-10-2018 | Брюссель         | Бельгія              | 1 – 1     | Нідерланди           | товариський матч             | -    | 73'      |
| 15-11-2018 | Брюссель         | Бельгія              | 2 – 0     | Ісландія             | Ліга націй УЄФА 2018—2019    | -    |          |
| 18-11-2018 | Люцерн           | Швейцарія            | 5 – 2     | Бельгія              | Ліга націй УЄФА 2018—2019    | -    | 90'      |
| 11-6-2019  | Брюссель         | Бельгія              | 3 – 0     | Шотландія            | Відбір до ЧЄ 2020            | -    |          |
| 6-9-2019   | Серравалле       | Сан-Марино           | 0 – 4     | Бельгія              | Відбір до ЧЄ 2020            | -    |          |
| 9-9-2019   | Глазго           | Шотландія            | 0 – 4     | Бельгія              | Відбір до ЧЄ 2020            | -    | 90'      |
| 13-10-2019 | Астана           | Казахстан            | 0 – 2     | Бельгія              | Відбір до ЧЄ 2020            | 1    |          |
| 8-9-2020   | Брюссель         | Бельгія              | 5 – 1     | Ісландія             | Ліга націй УЄФА 2020—2021    | -    |          |
| 11-10-2020 | Лондон           | Англія               | 2 – 1     | Бельгія              | Ліга націй УЄФА 2020—2021    | -    | 38'      |
| 14-10-2020 | Рейк'явік        | Ісландія             | 1 – 2     | Бельгія              | Ліга націй УЄФА 2020—2021    | -    |          |
| 15-11-2020 | Геверле          | Бельгія              | 2 – 0     | Англія               | Ліга націй УЄФА 2020—2021    | -    | 54'      |
| Усього     |                  | Матчів               | 44        |                      | Голів                        | 7    |          |

## Титули і досягнення
- Чемпіон Бельгії (1):

«Брюгге»:  2015-16
- Володар Кубка Бельгії (1):

«Брюгге»:  2014-15
- Чемпіон Франції (3):

«Парі Сен-Жермен»: 2017-18, 2018-19, 2019-20
- Володар Кубка французької ліги (2):

«Парі Сен-Жермен»: 2016-17, 2017-18
- Володар Кубка Франції (2):

«Парі Сен-Жермен»: 2016-17, 2017-18
- Володар Суперкубка Франції (4):

«Парі Сен-Жермен»: 2016, 2017, 2018, 2019
- Володар Кубка Німеччини (1):

«Боруссія» (Дортмунд): 2020-21
Збірні
- Бронзовий призер чемпіонату світу: 2018